# Фронт визволення геїв

Плакат Фронту визволення геїв. 1970-і роки

Фронт визволення геїв (англ. Gay Liberation Front, GLF) — назва декількох неофіційних організацій із захисту прав геїв і лесбійок, організованих наприкінці 1960-х — початку 1970-х років, що прагнули пов'язати придушення сексуальності з соціальним протестом.

## Історія
Перша група з такою назвою була заснована в Нью-Йорці 4 липня 1969 року, незабаром після подій Стоунволлських бунтів. Організація була близькою до деяких інших радикальних рухів того часу (зокрема, до «Чорних Пантер»). Незабаром групи з такою ж назвою виникли в інших містах США, а також у Великій Британії, Канаді й Австралії.
Програмна заява фронту свідчила:

Ми — революційна група чоловіків і жінок, утворена з розумінням того, що повне сексуальне визволення для усіх людей не може статися, доки існуючі громадські інститути не скасовані. Ми відкидаємо спроби суспільства сформувати у нас сексуальні ролі і визначення нашої природи.
Оригінальний текст (англ.)
We are a revolutionary group of men and women formed with the realization that complete sexual liberation for all people cannot come about unless existing social institutions are abolished. We reject society’s attempt to impose sexual roles and definitions of our nature.

Ідеологи британського фронту в Маніфесті, опублікованому в жовтні 1971 року, відмічали, що суспільство, яке нав'язує людям «маскулінну» і «фемінінну» поведінку, примушує їх грати ролі пригноблювачів і пригноблюваних. Гомосексули ж, відкидаючи такий підхід, прагнуть до принципу рівних стосунків.
Перші збори британського Фронту визволення геїв (GLF) відбулися 13 жовтня 1970 року в підвальній класній кімнаті Лондонської Школи Економіки, і було організовано Обрі Валтерсом і Бобом Меллорсом, враженими розвитком GLF у США. Це був початок трирічного періоду активної діяльності, включаючи демонстрації, дебати і заснування комун. Місцеві GLF групи були засновані по всій країні, включаючи Лідс і Західний Сассекс, де ця організація була особливо активною. Рекордний громадський протест в Англії мав місце 27 жовтня.
У листопаді 1970 року, коли організація налічувала приблизно 80 осіб, була проведена демонстрація на Гейбері, в Іслінгтоні.
У серпні 1971 року GLF організувала громадський прецедент, коли члени організації пройшли по Верхній вулиці в Іслінгтоні назад в Гейбері. Пікети і демонстрації дозволили провести у 1972 році перший Парад гордості в Лондоні. Навесні 1973 року лондонський GLF засновує групу підтримки. Перший випуск журналу руху відбувся у 1971 році.
До 1972 року активна діяльність фронту через внутрішні розбіжності зійшла нанівець. Проте дослідники відмічають, що його занепад зіграв важливу роль в розвитку руху за права ЛГБТ-спільноти.
З середини 1970-х вплив GLF у США і в інших країнах знижується. Впродовж усього існування GLF не мав ніякої формальної структури управління.